# Capheira
Capheira is een geslacht van zeekomkommers uit de familie Synallactidae.

## Soorten
- Capheira mollis Ohshima, 1915
- Capheira sulcata Ludwig, 1893